# Policjanci z Miami
Policjanci z Miami (oryg. Miami Vice) – amerykański kryminalny serial telewizyjny, emitowany od 16 września 1984 r. do 25 stycznia 1990 r. Angielski tytuł serialu Miami Vice można przetłumaczyć jako „wydział obyczajowy policji Miami”. Głównymi bohaterami są dwaj detektywi: James „Sonny” Crockett i Ricardo „Rico” Tubbs.

## Emisja
W USA serial był emitowany przez 5 sezonów. W sumie powstało 111 odcinków. Od początku zdobył ogromną popularność świeżością tematu, który podejmował, i nowatorskim stylem narracji polegającym na stwarzaniu wrażenia „filmowania z ręki”. W latach 80. XX wieku Miami było centrum przemytu i rozprowadzania kokainy i większość wątków filmu odnosiło się do tej tematyki. W Polsce serial wyemitowały takie stacje telewizyjne, jak: TVP1 (2 sezony), RTL 7 (5 sezonów), TV4 (2 sezony), TVN 7 (5 sezonów). Od 3 kwietnia 2018 r. serial emituje stacja TVS.
Serial jest popularny do dzisiaj. Na jego podstawie powstał film sensacyjny Miami Vice z 2006 r. Nazwa gry Grand Theft Auto: Vice City była wzorowana na serialu. Poszczególne odcinki reżyserowali m.in.: Paul Michael Glaser (3 odcinki), Abel Ferrara (2), Don Johnson (4) i Edward James Olmos (1). W Polsce serial ukazał się na płytach DVD dzięki wydawnictwu Amercom S.A.

## Obsada

### Główne postacie
- Don Johnson (wszystkie 111 odcinków)[1] jako detektyw James „Sonny” Crockett – sierżant pracujący w Metro–Dade Police Department. Były gracz futbolu amerykańskiego, gwiazda drużyny uniwersyteckiej – Florida Gators[2]. Jego kariera sportowa została zatrzymana przez kontuzję. Wstąpił do armii, przez 2 tury służył w Wietnamie (lub jak sam wspomina w Southeast Asia Conference). Od 1974 w Metro–Dade, początkowo jako mundurowy policjant, a następnie detektyw z wydziału obyczajowego pracujący pod przykrywką. Jego alter ego to Sonny Burnett, przemytnik narkotyków oraz pośrednik. Jeździ Ferrari Daytona Spyder[3], a w późniejszych odcinkach Ferrari Testarossa[4]. Posiada również motorówkę (Wellcraft Scarab 38[5]) oraz jacht morski[6], gdzie mieszka wraz ze swoim alligatorem Elvisem.
- Philip Michael Thomas (wszystkie 111 odcinków) jako detektyw Ricardo „Rico” Tubbs – były nowojorski policjant[2]. Do Miami przyjechał w poszukiwaniu Calderone’a, człowieka odpowiedzialnego za śmierć jego brata, również policjanta[2]. Początkowo nieakceptowany przez Crocketta, później zdobył jego przyjaźń. Po rozwiązaniu sprawy Calderone’a, został w Miami, wstępując do tamtejszej policji. Pracuje wraz z Crockettem jako jego partner. W pracy operacyjnej niekiedy występuje w roli Rico Coopera, bogatego kupca spoza miasta.
- Edward James Olmos (107 odcinków) jako porucznik Martin Castillo – zastąpił Rodrigueza jako szefa wydziału obyczajowego. Przełożony Crocketta i Tubbsa. Bardzo małomówny[7]. Wiedzie samotnicze życie. Był agentem DEA, pracował w Złotym Trójkącie w Azji Południowo-Wschodniej w trakcie wojny wietnamskiej. Wystąpił wówczas przeciwko CIA, która przerzucała heroinę, żeby sfinansować swoje operacje.
- Saundra Santiago (wszystkie 111 odcinków) jako detektyw Gina Navarro Calabrese – detektyw z wydziału obyczajowego. Po rozwodzie Crocketta miała z nim krótki romans. Pomimo rozpadu związku, nadal pozostają bardzo dobrymi przyjaciółmi.
- Olivia Brown (wszystkie 111 odcinków) jako detektyw Trudy Joplin – partnerka Giny. Nazywana „Big Booty Trudy”. Niekiedy musi stawić czoła konsekwencjom swojej pracy, jak wtedy, kiedy postrzeliła człowieka, zabijając go.
- Michael Talbott (110 odcinków) jako detektyw Stan Switek – policjant z wydziału obyczajowego. Dobry przyjaciel Larry’ego. Wielki fan Elvisa Presleya. W późniejszym odcinkach popada w uzależnienie od hazardu.
- John Diehl (1984-1988: 57 odcinków) jako detektyw Lawrence „Larry” Zito – partner Stana, również jego przyjaciel. Zginął po tym, jak handlarz narkotyków podał mu śmiertelną dawkę. Diehl opuścił obsadę Miami Vice, chcąc poświęcić się karierze teatralnej[8].
- Gregory Sierra (1984: 4 odcinki) jako porucznik Lou Rodriguez – szef wydziału obyczajowego. Został zabity w 4. odcinku przez zabójcę wynajętego w celu eliminacji Crocketta.

### Powracające postacie
- Martin Ferrero (1984-1989: 23 odcinki) jako Isidore „Izzy” Moreno – drobny złodziejaszek, informator Crocketta i Tubbsa.
- Charlie Barnett (1984-1988: 6 odcinków) jako Nugart Neville „Noogie” Lamont – przyjaciel Izzy’ego, informator Crocketta i Tubbsa.
- Sheena Easton (1987-1988: 5 odcinków) jako Caitlin Davies-Crockett – piosenkarka popowa, zeznająca w sprawie o wymuszenia, ochraniana przez Crocketta. Crockett zakochuje się w niej, pobierają się. Caitlin zostaje później zabita przez jednego z byłych antagonistów Crocketta, jest wtedy w 7. tygodniu ciąży.
- Pam Grier (1985, 1990: 3 odcinki) jako Valerie Gordon – funkcjonariuszka policji nowojorskiej, była narzeczona Tubbsa.
- Belinda Montgomery (1984-1989: 5 odcinków) jako Caroline Crockett/Ballard – była żona Crocketta. Wyjechała do Georgii, gdzie ponownie wyszła za mąż. Z Crockettem mają syna – Billy’ego.

### Epizodyczne postacie
Podczas 5 sezonów serialu w epizodycznych rolach wystąpiło wielu znanych aktorów, komików, sportowców, muzyków. Grali oni różne role, od przestępców do policjantów.
Aktorzy: Dean Stockwell, Clarence Williams III, Brian Dennehy, Dennis Farina, Stanley Tucci, Jimmy Smits, Bruce McGill, David Strathairn, Ving Rhames, Liam Neeson, Lou Diamond Phillips, Bruce Willis, Ed O’Neill, Julia Roberts, Michael Madsen, Ian McShane, Bill Paxton, Luis Guzmán, Kyra Sedgwick, Esai Morales, Terry O’Quinn, Wesley Snipes, John Turturro, Melanie Griffith, Giancarlo Esposito, Paul Guilfoyle, Helena Bonham Carter, Bob Balaban, Xander Berkeley, Miguel Ferrer, Iman, Elpidia Carrillo, Charles S. Dutton, Bill Smitrovich, Joan Chen, Jeroen Krabbé, Haing S. Ngor, Joe Turkel, Robert Joy, John Heard, Vincent D’Onofrio, Viggo Mortensen, Steve Buscemi, Ron Perlman, Annette Bening, Tony Sirico, Lothaire Bluteau, Benicio del Toro, Alfred Molina, Brion James, Laura San Giacomo, Vincent Schiavelli, Penelope Ann Miller, Laurence Fishburne, CCH Pounder, Jeff Fahey, Brad Dourif, George Takei, Rita Moreno.
Muzycy: Sheena Easton (5 odcinków), Willie Nelson, Gene Simmons, Ted Nugent, Glenn Frey, Frank Zappa, Phil Collins, Miles Davis, Frankie Valli, Little Richard, James Brown, Leonard Cohen, Eartha Kitt, Jan Hammer, Isaac Hayes, wokalista The Power Station.
Komicy: John Leguizamo, David Rasche, Ben Stiller, Chris Rock, Tommy Chong, Richard Belzer czy Penn Jillette.
Sportowcy: Bill Russell, Bernard King, Danny Sullivan, Roberto Durán, Randall „Tex” Cobb.
Inne osobowości to przedsiębiorca z branży samochodowej Lee Iacocca, jeden z uczestników afery Watergate – G. Gordon Liddy, promotor sportowy Don King, dramaturg Eric Bogosian, modelka i działaczka społeczna Bianca Jagger, biznesman Lee Iacocca.

## Muzyka
W ścieżce dźwiękowej serialu zostało wykorzystanych wiele popowych i rockowych przebojów z ówczesnych lat. Bardzo charakterystyczna jest również instrumentalna, syntezatorowa muzyka Jana Hammera. Na prawa do wykorzystania oryginalnych nagrań przeznaczano nawet 10 000 dolarów lub więcej na poszczególny odcinek. Znalezienie się na ścieżce dźwiękowej do serialu było dla wytwórni płytowych i muzyków swoistym wyróżnieniem i reklamą. Niektóre gazety, jak na przykład USA Today, na swoich łamach informowały czytelników jakie piosenki zostaną zagrane w następnych odcinkach.
Wśród wielu zespołów i muzyków, których utwory zostały wykorzystane w serialu, znajdują się między innymi: Mike and the Mechanics, Roger Daltrey, a-ha, Devo, Jackson Browne, Meat Loaf, Phil Collins, Bryan Adams, Tina Turner, Peter Gabriel, ZZ Top, The Tubes, Dire Straits, Depeche Mode, The Hooters, Iron Maiden, Alan Parsons Project, Godley & Creme, Corey Hart, Glenn Frey, U2, Frankie Goes to Hollywood, Foreigner, The Police, Red 7, Laura Branigan, Ted Nugent, Suicidal Tendencies, The Damned, Billy Idol, Guns N’ Roses.
Kilku artystów wystąpiło nawet w rolach epizodycznych: Phil Collins, Miles Davis, The Power Station, Glenn Frey, Willie Nelson, Ted Nugent Frank Zappa i inni.
Jednym z symboli serialu stała się scena podczas której Crockett i Tubbs jadą w nocy przez Miami, podczas gdy w tle można usłyszeć przebój Phila Collinsa In the Air Tonight.
Jan Hammer uzyskał od producenta serialu, Michaela Manna, dużą swobodę w komponowaniu, co zaowocowało powstaniem jednej z najbardziej charakterystycznych ścieżek muzycznych, z tytułowym motywem włącznie. Dotarł on w listopadzie 1985 do pierwszego miejsca zestawienia Billboardu, co było pierwszym takim wyczynem w kategorii serialu telewizyjnego od czasów Petera Gunna. Oryginalna ścieżka dźwiękowa, zawierająca motyw tytułowy, a także piosenkę Glenna Freya You Belong to the City, pozostawała na szczycie amerykańskich list przebojów przez 11 tygodni w 1985. Miami Vice Theme był tak popularny, że zdobył 2 nagrody Grammy w 1986. Crockett’s Theme, inny popularny motyw serialowy, został numerem 1 w 1987 w kilku europejskich krajach.
Podczas emisji serialu zostały wydane łącznie 3 oficjalne albumy ze ścieżką muzyczną. Hammer także wydał kilka albumów zawierających muzykę z Miami Vice, wśród nich: Escape from Television (1987), Snapshots (1989), a także po licznych prośbach fanów – Miami Vice: The Complete Collection (2002).

## Spis odcinków
| N/o            | Polski tytuł                   | Angielski tytuł                                 |
| -------------- | ------------------------------ | ----------------------------------------------- |
|                |                                |                                                 |
| SERIA PIERWSZA |                                |                                                 |
|                |                                |                                                 |
| 01             | Mentor (1 & 2)                 | Brother’s Keeper (1 & 2)                        |
| 02             | Jądro ciemności                | Heart of Darkness                               |
| 03             | Spoko sprawa                   | Cool Runnin                                     |
| 04             | Powrót Calderone’a: Część 1    | Calderone's Return: The Hit List (Part 1)       |
| 05             | Powrót Calderone’a: Część 2    | Calderone's Return: Calderone's Demise (Part 2) |
| 06             | Jednooki walet                 | One-Eyed Jack                                   |
| 07             | Bez wyjścia                    | No Exit                                         |
| 08             | Wielki McCarthy                | The Great McCarthy                              |
| 09             | Everglades                     | Glades                                          |
| 10             | Coś za coś                     | Give a Little, Take a Little                    |
| 11             | Mały Książę                    | Little Prince                                   |
| 12             | Łatwe zadanie                  | The Milk Run                                    |
| 13             | Złoty Trójkąt (Część 1)        | Golden Triangle (Part 1)                        |
| 14             | Złoty Trójkąt (Część 2)        | Golden Triangle (Part 2)                        |
| 15             | Przemytniczy blues             | Smuggler's Blues                                |
| 16             | Rytuały przejścia              | Rites of Passage                                |
| 17             | Labirynt                       | The Maze                                        |
| 18             | Stworzeni dla siebie           | Made for Each Other                             |
| 19             | Rabusie                        | The Home Invaders                               |
| 20             | Nikt nie żyje wiecznie         | Nobody Lives Forever                            |
| 21             | Evan                           | Evan                                            |
| 22             | Lombard                        | Lombard                                         |
|                |                                |                                                 |
| SERIA DRUGA    |                                |                                                 |
|                |                                |                                                 |
| 01             | Syn marnotrawny (1 & 2)        | Prodigal Son (1 & 2)                            |
| 02             | Do skutku                      | Whatever Works                                  |
| 03             | Krążąc po bezdrożach umysłu    | Out Where the Buses Don't Run                   |
| 04             | Parszywa sprawa                | The Dutch Oven                                  |
| 05             | Kumple                         | Buddies                                         |
| 06             | Chora miłość                   | Junk Love                                       |
| 07             | Opowieść o koźle               | Tale of the Goat                                |
| 08             | Bushido                        | Bushido                                         |
| 09             | Kupiona i sprzedana            | Bought and Paid For                             |
| 10             | Powrót do prawdziwego świata   | Back in the World                               |
| 11             | Phil naciągacz                 | Phil the Shill                                  |
| 12             | Nie ma to jak Miami            | Definitely Miami                                |
| 13             | Amerykańskie dolary            | Yankee Dollar                                   |
| 14             | Bilet w jedną stronę           | One Way Ticket                                  |
| 15             | Niebezpieczna panienka         | Little Miss Dangerous                           |
| 16             | Florence Italy                 | Florence Italy                                  |
| 17             | Francuski numer                | French Twist                                    |
| 18             | W potrzasku                    | The Fix                                         |
| 19             | Odpłata                        | Payback                                         |
| 20             | Wiersz wolny                   | Free Verse                                      |
| 21             | Piraci                         | Trust Fund Pirates                              |
| 22             | Synowie i kochankowie          | Sons and Lovers                                 |
|                |                                |                                                 |
| SERIA TRZECIA  |                                |                                                 |
|                |                                |                                                 |
| 01             | Gdy Irlandczycy płaczą         | When Irish Eyes Are Crying                      |
| 02             | Wojna Stone’a                  | Stone's War                                     |
| 03             | Zabójczy rzut                  | Killshot                                        |
| 04             | Zawsze solo                    | Walk Alone                                      |
| 05             | Skuteczna akcja                | The Good Collar                                 |
| 06             | Cień w ciemnościach            | Shadow in the Dark                              |
| 07             | Dziadek                        | El Viejo                                        |
| 08             | Chemia ułatwia życie           | Better Living Through Chemistry                 |
| 09             | Dziecięcy blues                | Baby Blues                                      |
| 10             | Umiejętność przetrwania        | Streetwise                                      |
| 11             | Przebacz nam nasze winy        | Forgive Us Our Debts                            |
| 12             | Przegrana walka (Część 1)      | Down For The Count (Part 1)                     |
| 13             | Przegrana walka (Część 2)      | Down For The Count (Part 2)                     |
| 14             | Cuba Libre                     | Cuba Libre                                      |
| 15             | Obowiązek i honor              | Duty and Honor                                  |
| 16             | Theresa                        | Theresa                                         |
| 17             | Popołudniowy lot               | The Afternoon Plane                             |
| 18             | Podsłuch                       | Lend Me an Ear                                  |
| 19             | Przerosty biurokracji          | Red Tape                                        |
| 20             | Miłość ulicznicy               | By Hooker By Crook                              |
| 21             | Puk, Puk, Kto tam              | Knock Knock...Who's There?                      |
| 22             | Wikingowie piekieł             | Viking Bikers From Hell                         |
| 23             | Wszyscy robią w show-biznesie  | Everybody's In Showbiz...                       |
| 24             | Bohaterowie rewolucji          | Heroes of the Revolution                        |
|                |                                |                                                 |
| SERIA CZWARTA  |                                |                                                 |
|                |                                |                                                 |
| 01             | Obraza sądu                    | Contempt of Court                               |
| 02             | Amen – przyślijcie forsę       | Amen... Send Money                              |
| 03             | Śmierć i dziewczyna            | Death and the Lady                              |
| 04             | Wielkie rozmrażanie            | The Big Thaw                                    |
| 05             | Dziecięce rozgrywki            | Child’s Play                                    |
| 06             | Dzieło Boga                    | God’s Work                                      |
| 07             | Brakujące godziny              | Missing Hours                                   |
| 08             | Jak huragan                    | Like a Hurricane                                |
| 09             | Wschodzące słońce śmierci      | The Rising Sun of Death                         |
| 10             | Miłość od pierwszego wejrzenia | Love at First Sight                             |
| 11             | Rock i ostra jazda             | A Rock and a Hard Place                         |
| 12             | Sezon na krowy                 | The Cows of October                             |
| 13             | Wotum zaufania                 | Vote of Confidence                              |
| 14             | Piłeczki śmierci               | Baseballs of Death                              |
| 15             | Wojny indiańskie               | Indian Wars                                     |
| 16             | Złodziejski honor?             | Honor Among Thieves?                            |
| 17             | Piekło nie zna takiego gniewu  | Hell Hath No Fury                               |
| 18             | Odznaka hańby                  | Badge of Dishonor                               |
| 19             | Krew i róże                    | Blood & Roses                                   |
| 20             | Kula dla Crocketta             | A Bullet for Crockett                           |
| 21             | Zbaw nas ode złego             | Deliver Us From Evil                            |
| 22             | Lustrzane odbicie              | Mirror Image                                    |
|                |                                |                                                 |
| SERIA PIĄTA    |                                |                                                 |
|                |                                |                                                 |
| 01             | Wrogie przejęcie               | Hostile Takeover                                |
| 02             | Odkupienie we krwi             | Redemption in Blood                             |
| 03             | Ciemności nocy                 | Heart of Night                                  |
| 04             | Fatalne zgranie w czasie       | Bad Timing                                      |
| 05             | Borrasca                       | Borrasca                                        |
| 06             | Na linii ognia                 | Line of Fire                                    |
| 07             | Azjatycki numer                | Asian Cut                                       |
| 08             | Pechowa passa                  | Hard Knocks                                     |
| 09             | Nielegalnie zdobyte dowody     | Fruit of the Poison Tree                        |
| 10             | Dochować wierności             | To Have and to Hold                             |
| 11             | Naciski w Miami                | Miami Squeeze                                   |
| 12             | Fachowiec                      | Jack of All Trades                              |
| 13             | Cela w celi                    | The Cell Within                                 |
| 14             | Zaginiona Madonna              | The Lost Madonna                                |
| 15             | Przekroczyć granicę            | Over the Line                                   |
| 16             | Ofiary zbiegu okoliczności     | Victim of Circumstance                          |
| 17             | Swobodny lot (1 & 2)           | Freefall (1 & 2)                                |
| 18             | Świat w kłopotach              | World of Trouble                                |
| 19             | Cudotwórca                     | Miracle Man                                     |
| 20             | Uwierzyć                       | Leap of Faith                                   |
| 21             | Za dużo i za późno             | Too Much, Too Late                              |
|                |                                |                                                 |

## Nagrody i nominacje
| Rok  | Wynik     | Nagroda                | Kategoria | Odbiorca |
| ---- | --------- | ---------------------- | --- | --- |
| 1985 | Nominacja | Nagroda Emmy           | Outstanding Writing in a Drama Series                                                                            | Anthony Yerkovich |
| 1985 | Zwycięzca | Nagroda Emmy           | Outstanding Supporting Actor in a Drama Series                                                                   | Edward James Olmos |
| 1985 | Nominacja | Nagroda Emmy           | Outstanding Lead Actor in a Drama Series                                                                         | Don Johnson |
| 1985 | Zwycięzca | Nagroda Emmy           | Outstanding Film Sound Editing for a Series                                                                      | Bruce Bell, Jerry Sanford Cohen, Victor B. Lackey, Ian MacGregor-Scott, Carl Mahakian, Chuck Moran, John Oettinger, Bernie Pincus, Warren Smith, Bruce Stambler, Mike Wilhoit, Paul Wittenberg, Kyle Wright |
| 1985 | Nominacja | Nagroda Emmy           | Outstanding Film Sound Editing for a Series                                                                      | Jerry Sanford Cohen, Scott Hecker, John A. Larsen, Harry B. Miller, III, Robert Rutledge, Norto Sepulveda, Gary Vaughan, Jay Wilkinson                                                                      |
| 1985 | Nominacja | Nagroda Emmy           | Outstanding Film Editing for a Series                                                                            | Robert A. Daniels |
| 1985 | Nominacja | Nagroda Emmy           | Outstanding Film Editing for a Series                                                                            | Michael B. Hoggan |
| 1985 | Nominacja | Nagroda Emmy           | Outstanding Drama Series                                                                                         | Richard Brams, George E. Crosby, Michael Mann, John Nicolella, John Nicolella, Liam O’Brien, Mel Swope, Anthony Yerkovich                                                                                   |
| 1985 | Nominacja | Nagroda Emmy           | Outstanding Directing in a Drama Series                                                                          | Lee H. Katzin |
| 1985 | Nominacja | Nagroda Emmy           | Outstanding Directing in a Drama Series                                                                          | Paul Michael Glaser |
| 1985 | Nominacja | Nagroda Emmy           | Outstanding Costume Design for a Series                                                                          | Jodie Tillen |
| 1985 | Zwycięzca | Nagroda Emmy           | Outstanding Cinematography for a Series                                                                          | Bob Collins |
| 1985 | Nominacja | Nagroda Emmy           | Outstanding Cinematography for a Series                                                                          | A.J. „Duke” Callaghan |
| 1985 | Zwycięzca | Nagroda Emmy           | Outstanding Art Direction for a Series                                                                           | Jeffrey Howard, Robert Lacey |
| 1985 | Nominacja | Nagroda Emmy           | Outstanding Achievement in Music Composition for a Series (dramatic underscore)                                  | Jan Hammer |
| 1985 | Zwycięzca | Nagroda Grammy         | Best Pop Instrumental Performance (Orchestra, Group Or Soloist) – „Miami Vice Theme”                             | Jan Hammer |
| 1985 | Zwycięzca | Nagroda Grammy         | Best Instrumental Composition – „Miami Vice Theme”                                                               | Jan Hammer |
| 1985 | Zwycięzca | People’s Choice Awards | Favorite: New TV Dramatic Program                                                                                | Miami Vice |
| 1986 | Zwycięzca | People’s Choice Awards | Favorite: TV Dramatic Program                                                                                    | Miami Vice |
| 1986 | Nominacja | Nagroda Emmy           | Outstanding Supporting Actor in a Drama Series                                                                   | Edward James Olmos |
| 1986 | Nominacja | Nagroda Emmy           | Outstanding Sound Mixing for a Drama Series                                                                      | Rick Alexander, Anthony Costantini, Daniel Leahy, Mike Tromer |
| 1986 | Nominacja | Nagroda Emmy           | Outstanding Editing for a Series (single camera production)                                                      | Robert A. Daniels |
| 1986 | Nominacja | Nagroda Emmy           | Outstanding Achievement in Music Composition for a Series (dramatic underscore)                                  | Jan Hammer |
| 1986 | Zwycięzca | Złoty Glob             | Best Performance by an Actor in a Supporting Role in a Series, Mini-Series or Motion Picture Made for Television | Edward James Olmos |
| 1986 | Nominacja | Złoty Glob             | Best Performance by an Actor In A Television Series – Drama                                                      | Philip Michael Thomas |
| 1986 | Zwycięzca | Złoty Glob             | Best Performance by an Actor In A Television Series – Drama                                                      | Don Johnson |
| 1986 | Nominacja | Złoty Glob             | Best Television Series – Drama                                                                                   | Miami Vice |
| 1987 | Nominacja | Złoty Glob             | Best Performance by an Actor In A Television Series – Drama                                                      | Don Johnson |
| 1987 | Nominacja | Złoty Glob             | Best Television Series – Drama                                                                                   | Miami Vice |
| 1988 | Nominacja | Nagroda Emmy           | Outstanding Sound Mixing for a Drama Series                                                                      | Joe Citarella, Joe Foglia, Grover Helsley, Ray West |
| 1989 | Nominacja | Złoty Glob             | Best Performance by an Actor in a Supporting Role in a Series, Mini-Series or Motion Picture Made for Television | Edward James Olmos |